# Franz Karl Anton Rose
Franz Karl Anton Rose (* 1. Oktober 1888; † 19. Januar 1971) war ein deutscher Journalist und Schriftsteller. Er verfasste nationalsozialistische und antisemitische Propagandaliteratur.

## Leben
Von 1910 bis 1914 war Rose Redakteur bei der Mülheimer Zeitung und von 1911 bis 1912 auch beim General-Anzeiger für Mülheim an der Ruhr. Ab 1914 nahm er als Mitglied der Schutztruppe für Deutsch-Südwestafrika am Ersten Weltkrieg teil und war anschließend bis 1919 interniert. In der Zwischenkriegszeit betätigte er sich als Verfasser nationalsozialistischer und antisemitischer Propagandaliteratur. Eine Mitgliedschaft in der NSDAP zum 1. Mai 1933 trat nicht in Kraft. Von 1940 bis 1943 war er Redakteur bei der kolonialen Bilderzeitung Kolonie und Heimat in München. Zudem war er Mitglied im Reichsverband Deutscher Schriftsteller (1933–1940), im Reichsverband der Deutschen Presse (1933–1945) und im Reichskolonialbund (1940–1943).

## Veröffentlichungen
- Kolonialpiraten, Verlag Bock, Berlin 1941
- Das ist Churchill, J. F. Lehmanns Verlag, München 1939:
- Frankreichs Blutschuld am Kongo, Deutsch Informationsstelle, Berlin 1940,
- Nie wieder Krieg um den Rhein, Schlieffen-Verlag, Berlin 1940
- Friedfertige Demokratien ohne Maske, Schlieffen-Verlag, Berlin 1939
- Mönche vor Gericht, Klieber, Berlin 1939
- Politische Mordschuld Judas bis Grünspan, Verlag Johann Kasper, Berlin 1939
- Jüdische Enthüllungen, Schlieffen-Verlag, Berlin 1938
- Wieder Weltkrieg um Juda?, Schlieffen-Verlag, Berlin 1939
- Juden richten sich selbst, Schlieffen-Verlag, Berlin 1938
- So verriet Juda Deutschland, Bodung-Verlag, Erfurt 1936
- Juden über Deutschland, Propaganda-Verlag Paul Hochmuth, Berlin 1934
- Nacht der langen Messer,  Westdeutsche Druckerei, Essen 1933
- Wann stürmen wir? Verlag Deutscher Michel, Mülheim an der Ruhr 1933
- Hier spricht Windthorst, Verlag Deutscher Michel, Mülheim an der Ruhr 1932
- Auf die Strasse geworfen ...?  Verlag Deutscher Michel, Mülheim an der Ruhr 1931
- Deutscher Michel, Verlag Deutscher Michel, Mülheim an der Ruhr o. J.